# Precursor (química)
Un precursor és un compost químic que participa en la reacció química que produeix un altre compost En bioquímica, el terme «precursor» es fa servir més específicament per referir-se a un compost químic que precedeix un altre en una via metabòlica.
Un exemple de precursor químic és el cas de l'etanol (alcohol etílic), precursor de l'àcid acètic en la formació del vinagre.